# Stade Ahmed Achhoud
 (mars 2025).
Si vous disposez d'ouvrages ou d'articles de référence ou si vous connaissez des sites web de qualité traitant du thème abordé ici, merci de compléter l'article en donnant les références utiles à sa vérifiabilité et en les liant à la section « Notes et références ».
Le stade Ahmed Achoud (en arabe : ملعب أحمد الشهود) est un stade de football situé dans la ville de Rabat capitale du Maroc. C'est l'enceinte du stade Marocain.
Il porte le nom du joueur Ahmed Achhoud.